# Фалкон (стрип)
Фалкон (енгл. Falcon), односно Семјуел Томас „Сем” Вилсон (енгл. Samuel Thomas "Sam" Wilson) је измишљени суперхерој који се појављује у америчким стриповима издавача Марвел комикс. Лик су створили Стен Ли и Џин Колан, а први пут се појавио у стрипу Captain America #117 у септембру 1969. године.
Као суперхерој Фалкон, Вилсон користи механичка крила за летење и има ограничену телепатску и емпатску контролу над птицама. Након пензионисања Стива Роџерса, Вилсон постаје нови Капетан Америка и вођа Осветника.
У Марвеловом филмском универзуму, Фалкона/Сема Вилсона глуми Ентони Маки. Први пут се појавио у филму Капетан Америка: Зимски војник (2014), а поновио је своју улогу у филмовима Осветници: Ера Алтрона (2015), Антмен (2015), Капетан Америка: Грађански рат (2016), Осветници: Рат бескраја (2018), Осветници: Крај игре (2019) и Капетан Америка: Врли нови свет (2024), као и серији Фалкон и Зимски војник (2021).